# Lista do Patrimônio Mundial na Croácia
A Organização das Nações Unidas para a Educação, a Ciência e a Cultura (UNESCO) propôs um plano de proteção aos bens culturais do mundo, através do Comité sobre a Proteção do Património Mundial Cultural e Natural, aprovado em 1972. Esta é uma lista do Patrimônio Mundial existente na Croácia, especificamente classificada pela UNESCO e elaborada de acordo com dez principais critérios cujos pontos são julgados por especialistas na área. A Croácia, país de relevante legado cultural da Europa Meridional, sucedeu à convenção em 25 de junho de 1991 após sua independência da Iugoslávia, tornando seus locais históricos elegíveis para inclusão na lista.
Os sítios Núcleo Histórico de Split com o Palácio de Diocleciano, Parque Nacional Plitvice e Cidade Antiga de Dubrovnik foram os primeiros locais da Croácia incluídos na lista do Patrimônio Mundial da UNESCO por ocasião da 3.ª Sessão do Comitè do Património Mundial, realizada em Washington, D.C. (Estados Unidos) em 1979. Desde a mais recente adesão à lista, a Croácia totaliza 10 sítios classificados como Patrimônio da Humanidade, sendo 8 deles de classificação cultural e os 2 restantes de interesse natural. A Croácia ainda possui três sítios compartilhados: Cemitério de tumbas medievais Stécci (com Bósnia e Herzegovina, Montenegro e Sérvia); Florestas primárias de faias dos Cárpatos e de outras regiões da Europa (com Albânia, Áustria, Bélgica, Bulgária e outros 13 países); e Obras venezianas de defesa dos séculos XV a XVII: Stato da Terra – Stato da Mar ocidental (com Itália e Montenegro).

## Bens culturais e naturais
A Croácia conta atualmente com os seguintes lugares declarados como Patrimônio da Humanidade pela UNESCO:
| | Núcleo Histórico de Split com o Palácio de Diocleciano |
| Bem cultural inscrito em 1979. |                                                        |
| Localização: Split-Dalmácia |                                                        |
| Os vestígios do Palácio de Diocleciano, construído entre o final do século III e o início do quarto, estão espalhados pela cidade. A catedral foi erguida na Idade Média sobre o antigo mausoléu imperial. O restante do núcleo protegido de Split compreende igrejas romanas dos séculos XII e XIII, fortificações medievais, palácios góticos do século XV e outras mansões de estilo renascentista e barroco. (UNESCO/BPI) |                                                        |

| | Cidade Antiga de Dubrovnik |
| Bem cultural inscrito em 1979, estendido em 1994. |                            |
| Localização: Dubrovnik-Neretva |                            |
| Construída em uma península da costa dálmata, a "Pérola do Adriático" foi uma importante potência marítima mediterrânea desde o século XIII. Apesar dos graves danos causados por um terremoto em 1667, Dubrovnik preservou seus belos monumentos – igrejas, mosteiros, palácios e fontes – em estilos góticos, renascentistas e barrocos. Tendo sofrido danos consideráveis durante a guerra que atingiu a região na década de 1990, a cidade se beneficiou de um grande programa de restauração coordenado pela UNESCO. (UNESCO/BPI) |                            |

| | Parque Nacional Plitvice |
| Bem natural inscrito em 1979, estendido em 1994. |                          |
| Localização: Lika-Senj |                          |
| Fluindo através de rochas dolomiticas e calócidas, as águas deste parque depositaram mais de milênios barreiras de rocha travertina, criando assim barragens naturais que levaram à formação de uma série de lagos, cavernas e cachoeiras de grande beleza. Esse processo de formação geológica continua até hoje. As florestas deste local abrigam ursos, lobos e numerosas espécies raras de aves. (UNESCO/BPI) |                          |

| | Cidade Histórica de Trogir |
| Bem cultural inscrito em 1997. |                            |
| Localização: Split-Dalmácia |                            |
| Trogir é um exemplo notável de continuidade urbana. O layout da grade das ruas deste antigo assentamento da ilha remonta ao período helenístico. A cidade foi embelezada com múltiplas fortificações e edifícios públicos e privados por seus sucessivos dominadores. Além de suas belas igrejas romanas, tem excepcionais edifícios renascentistas e barrocos datados da época da dominação veneziana. (UNESCO/BPI) |                            |

| | Conjunto Episcopal da Basílica Eufrasiana no Centro Histórico de Porec |
| Bem cultural inscrito em 1997. |                                                                        |
| Localização: Istria |                                                                        |
| Locais de adoração ao cristianismo desde o século IV, os monumentos religiosos de Poreč formam o conjunto mais completo preservado de sua espécie. A basílica, o átrio, o batistério e o palácio episcopal são exemplos notáveis da arquitetura religiosa. Na basílica você pode observar uma associação excepcional entre elementos clássicos e bizantinos. (UNESCO/BPI) |                                                                        |

| | Catedral de Santiago de Šibenik |
| Bem cultural inscrito em 2000. |                                 |
| Localização: Šibenik-Knin |                                 |
| Construída entre 1431 e 1535, a Catedral de Šibenik, uma cidade na costa dálmata, testemunha as importantes trocas no campo das artes monumentais que ocorreram entre o norte da Itália, a Toscana e a Dalmácia do século XVI ao XVII. Os três arquitetos que se sucederam na direção das obras – Francesco di Giacomo, Georgius Mathei Dalmaticus e Niccolo Giovanni Fiorentino – construíram uma estrutura construída com pedra em sua totalidade e elaboraram técnicas arquitetônicas excepcionais para levantar os cofres e a cúpula. A forma desta catedral e sua ornamentação – por exemplo, o belo friso com 75 figuras esculpidas de homens, mulheres e crianças – exemplificam uma fusão bem sucedida da arte gótica e renascentista. (UNESCO/BPI) |                                 |

| | Planície de Stari Grad |
| Bem cultural inscrito em 2008. |                        |
| Localização: Split-Dalmácia |                        |
| Na ilha adriática de Hvar está uma paisagem cultural agrícola que permaneceu praticamente intacta desde que foi colonizada pela primeira vez por gregos iônicos da ilha de Paros no século IV a.C. A arquitetura original desta planície fértil, onde as videiras e as oliveiras são cultivadas principalmente, tem sido mantida desde os tempos gregos até os dias atuais. É também uma reserva natural. Sua paisagem inclui antigas paredes de pedra e ornamentos, como pequenos abrigos de pedra que testemunham o antigo sistema geométrico de divisão terrestre usado na Antiguidade pelos gregos, o coral, que permaneceu praticamente intacto por mais de 24 séculos. (UNESCO/BPI) |                        |

| | Cemitério de tumbas medievais Stécci |
| Bem cultural inscrito em 2016. |                                      |
| Este bem é compartilhado com: Montenegro e Sérvia. |                                      |
| Localização: Plužine / Žabljak |                                      |
| Este sítio serial está integrado por tumbas medievais (stécci) de trinta locais diversos situados na Bósnia e Herzegovina, no centro-sul da Croácia e na parte ocidental do Montenegro e ao oeste da Sérvia. Estes monumentos fúnebres, característicos destes regiões, datam dos séculos XII a XVI e estão dispostos em fileiras em cemitérios, tal como era costume fazer na Europa desde a Idade Média. Em sua maioria, estão esculpidos em pedra calcária com grande variedade de temas ornamentais e inscrições que mostram não somente a continuidade dos elementos europeus medievais deste tipo, como também a persistência de tradições locais específicas mais antigas. (UNESCO/BPI) |                                      |

| | Florestas primárias de faias dos Cárpatos e de outras regiões da Europa |
| Bem natural inscrito em 2007, estendido em 2011 e 2017. |                                                                         |
| Este bem é compartilhado com: Albânia, Áustria, Bélgica, Bulgária, Itália, Polónia, Roménia, Eslováquia, Eslovênia, Espanha e Ucrânia. |                                                                         |
| Localização: Lika-Senj / Zadar |                                                                         |
| Esta extensão transfronteiriça do Patrimônio Mundial de grãos cárpatos primários e antigas florestas de Beedland da Alemanha (Alemanha, Eslováquia e Ucrânia) abrange 12 países. Desde o fim da última Era Glacial, as beterrabas europeias se espalharam de alguns refúgios isolados nos Alpes, nos Cárpatos, no Mediterrâneo e nos Pirenéus por um curto período de alguns milhares de anos em um processo que ainda perdura. Essa expansão bem sucedida está relacionada à flexibilidade das árvores e tolerância a diferentes condições climáticas, geográficas e físicas. (UNESCO/BPI) |                                                                         |

| | Obras venezianas de defesa dos séculos XV a XVII: Stato da Terra – Stato da Mar ocidental |
| Bem cultural inscrito em 2017. |                                                                                           |
| Este bem é compartilhado com: Montenegro e Itália. |                                                                                           |
| Localização: Šibenik-Knin / Zadar |                                                                                           |
| Este sítio abriga 15 fortificações castrenses situadas na Croácia, Itália e no Montenegro que se estendem ao longo de mais de mil quilômetros, desde a Lombardia italiana até a costa oriental do Mar Adriático. As fortificações terrestres do "Stato da Terra" defendiam o franco noroeste da Sereníssima República de Veneza, enquanto as navais do "Stato da Mar" protegiam seus portos e as rotas marítimas que iam do Adriático até Bizâncio e o Oriente Próximo para apoiar o poderia e expansão da Sereníssima. Com o inovador uso da artilharia na arte da guerra, a concepção da arquitetura e as técnicas castrenses se modificaram profundamente, dando espaço à construção de fortificações "alla moderna" (isto é, com baluartes) que mais tarde se estenderiam por toda a Europa. (UNESCO/BPI) |                                                                                           |

## Lista indicativa
Em adição aos sítios inscritos na Lista do Patrimônio Mundial, os Estados-membros podem manter uma lista de sítios que pretendam nomear para a Lista de Patrimônio Mundial, sendo somente aceitas as candidaturas de locais que já constarem desta lista. Desde 2021, a Croácia possui 15 locais na sua lista indicativa.
| Sítio                       | Imagem | Localização | Ano  | Dados UNESCO                 | Descrição |
| --------------------------- | ------ | ----------- | ---- | ---------------------------- | --- |
| Complexo Episcopal de Zadar |        | Zadar       | 2005 | Cultural: i, ii, iii, iv, vi | A indicação abrange a romanesca Catedral de Zadar, a Igreja de São Donato (do século IX), o Palácio Episcopal e outros edifícios religiosos. Originalmente uma região liburniana e posteriormente uma colônia romana, Zadar ainda preserva seu fórum romano e planejamento urbano da época. |